# Кауаи
Кауаи (гав. Kauaʻi, в русских документах начала XIX века — Атувай) — наиболее древний из основных Гавайских островов, возникший 6 миллионов лет назад. Его площадь составляет 1456 км², что делает его 4-м по размеру островом архипелага и 21-м самым крупным островом США.

## География

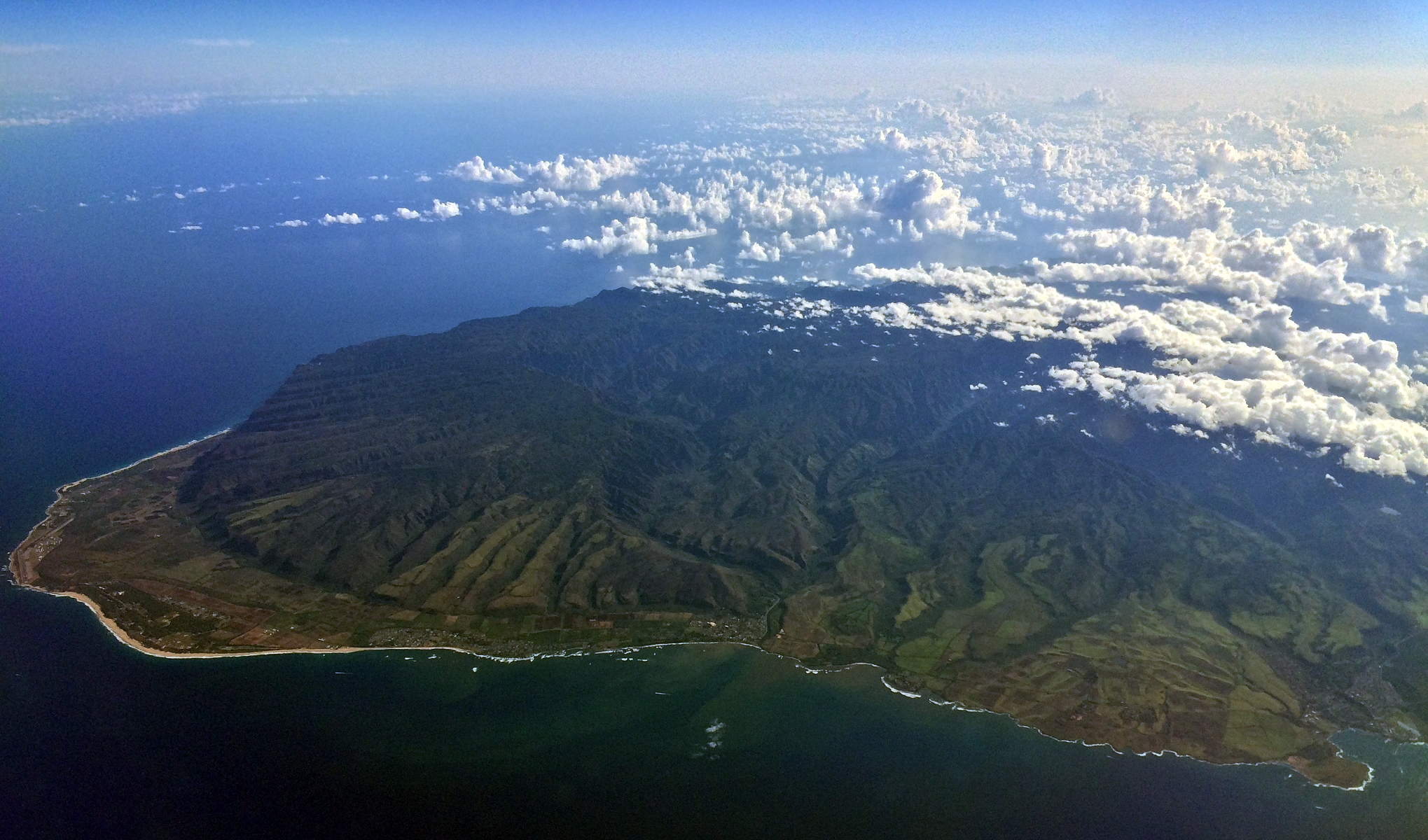
Общий вид острова

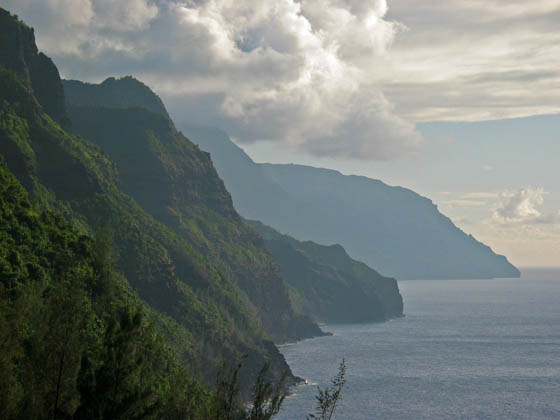
Побережье Напали

Как и другие острова архипелага, Кауаи имеет вулканическое происхождение.
Высшей точкой острова является гора Каваикини, высота которой составляет 1598 м над уровнем моря.
Вторая самая высокая точка Кауаи — гора Ваиалеале, её высота 1569 м. Восточные склоны этой горы являются одним из самых дождливых мест в мире. Среднее количество атмосферных осадков здесь составляет 11 684 мм в год, что является одним из мировых рекордов. В Книгу рекордов Гиннесса занесён дождь, продолжавшийся на этом острове 247 дней без перерыва, с 27 августа 1993 года по 30 апреля 1994 года.
Большое количество осадков способствует водной эрозии. Водные потоки прорезали в горах глубокие каньоны со множеством водопадов. На западной оконечности Кауаи, в месте где расположен населённый пункт Ваимеа, в океан впадает река Ваимеа, которая образует Каньон Ваимеа — один из наиболее живописных каньонов в мире. Каньон является частью парка штата Ваимеа-Каньон.
Население острова по состоянию на 1 июля 2016 года составляет 72 029 человек.
В административном отношении Кауаи входит в состав округа Кауаи, на нём располагается административный центр округа, город Лихуэ, с населением 6500 жителей. Самым большим населенным пунктом является город Капаа с населением 10 699 человек (2010 год).

## История

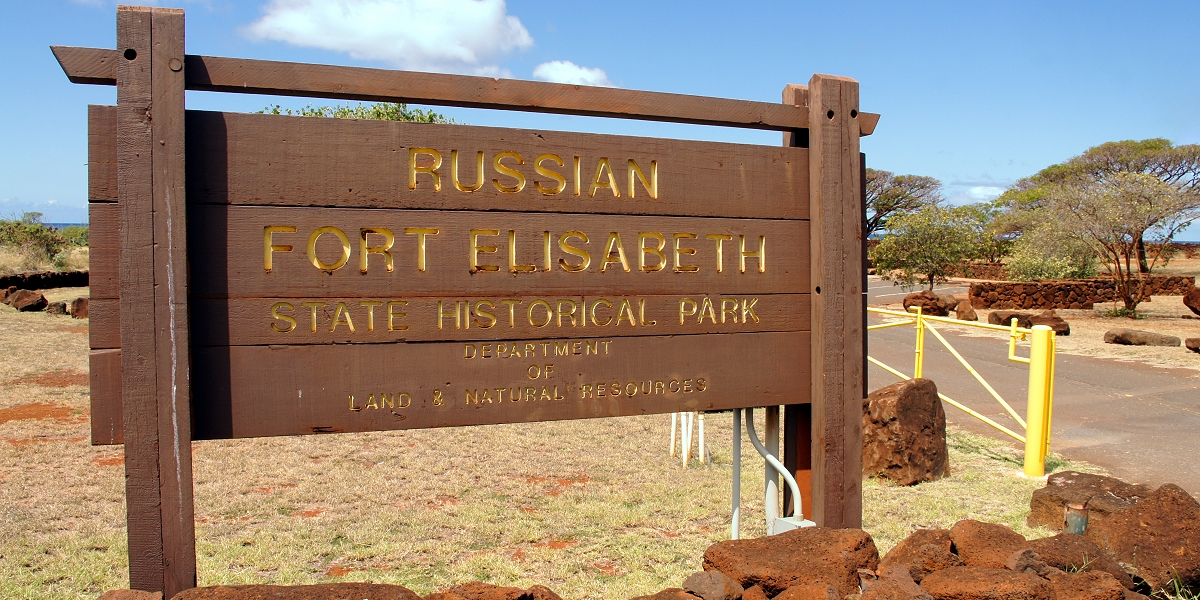
Русский форт

Кауаи был первым островом архипелага, на котором высадился Джеймс Кук в январе 1778 года.
В 1810 году остров присоединился к Королевству Гавайи.
В 1816—1817 годах под руководством доктора Георга Шеффера, представлявшего Российско-американскую компанию, в целях основать русскую факторию на острове была построена каменная Елизаветинская крепость и два земляных укрепления. Однако, уже летом 1817 года Кауаи был оставлен русскими.
В 1835 году в городе Олд-Колоа был построен сахарный завод.

## Экономика

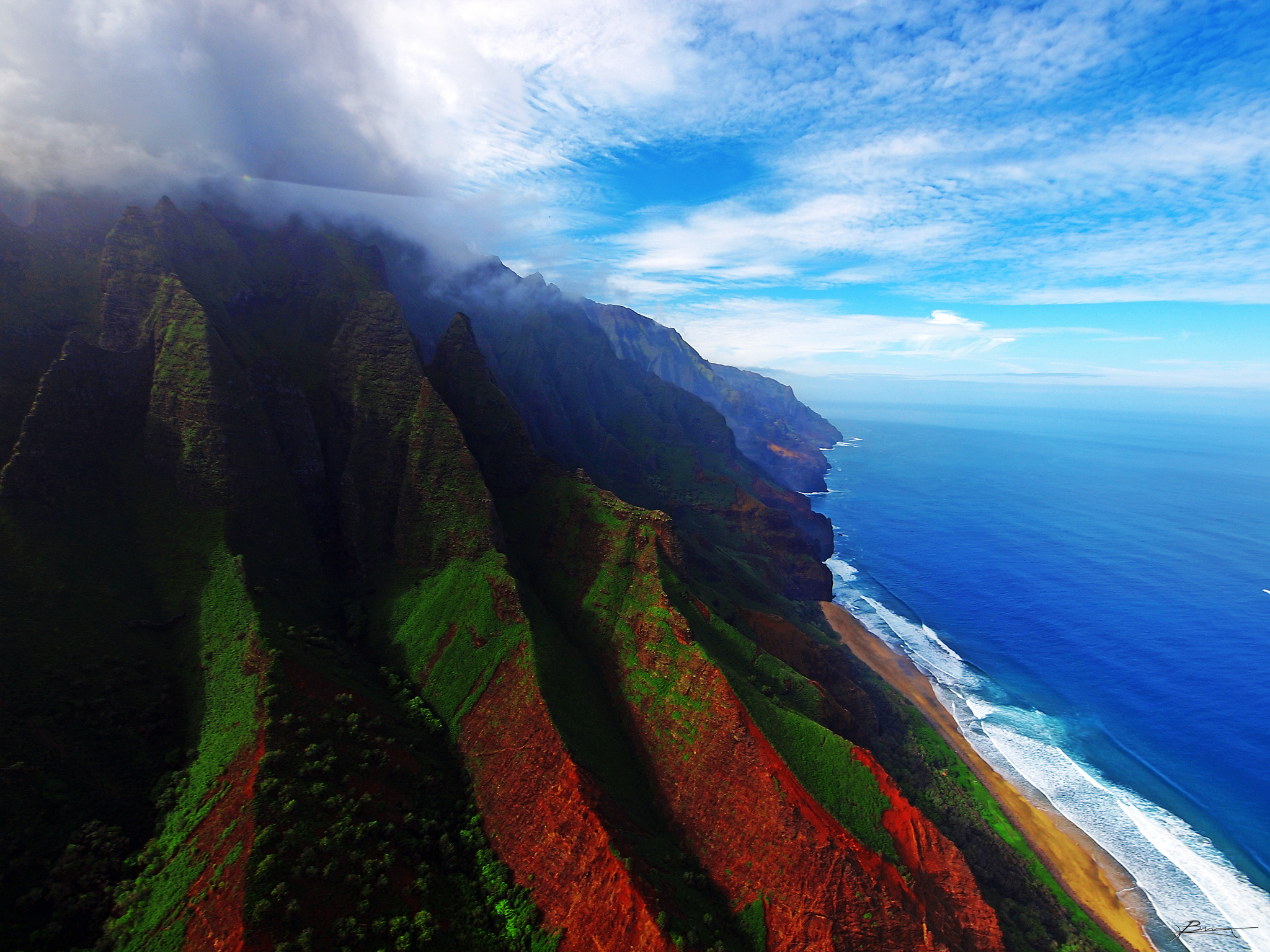
Пляж Калалау, вид с воздуха

Основу экономики острова составляет туризм. В 2007 году остров посетили 1 271 000 туристов; 84 % из них были из континентальной части США, а 3 % — из Японии. По данным на 2003 год на Кауаи имеется 27 000 рабочих мест, из которых на сервис и туризм приходится 26 %; на государственный сектор — 15 %, на розничную торговлю — 14,5 %, на сельское хозяйство — 2,9 % и на образование — 0,7 %. По данным на тот же 2003 год уровень безработицы на острове составлял 3,9 %, что было выше средних по штату Гавайи 3,0 %, но ниже средних по стране 5,7 %. Уровень бедности на Кауаи составил 10,5 %, что почти соответствует средним по стране 10,7 %.
В прошлом важнейшей отраслью экономики острова было производство сахара. Первые плантации сахарного тростника на Кауаи были основаны в 1835 году. Почва острова — очень плодородна, здесь выращиваются такие культуры как: гуава, кофе, сахарный тростник, манго, бананы, папайя, авокадо, карамбола, ананас и др.
На острове массово используется солнечная энергия. Установлены аккумуляторные батареи, позволяющие использовать возобновляемую энергию в ночное время.

## Фауна

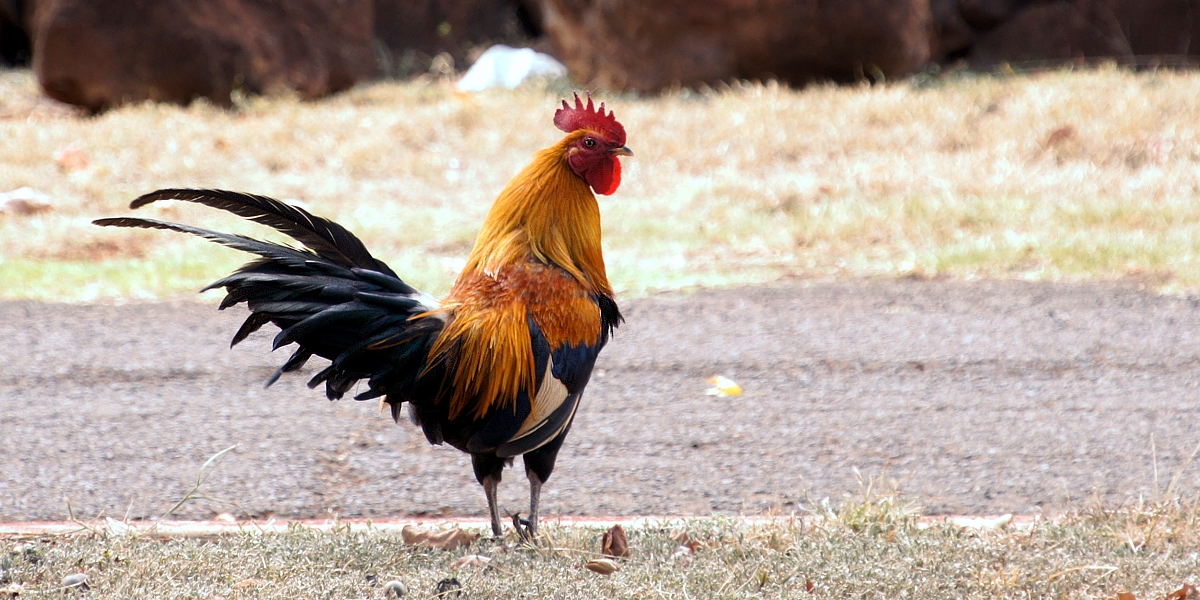
Одичавший петух

Остров населяют тысячи одичавших петухов и кур, расселившихся после разрушения ураганом птицефермы. Они не имеют здесь природных врагов (в отличие от других островов архипелага на Кауаи не водятся мангусты). Их можно встретить в любой точке острова, в том числе в населенных пунктах.
В прибрежных водах и на пляжах острова иногда встречается гавайский тюлень-монах, который обитает в районе северо-западных малых островов Гавайского архипелага и очень редко наблюдается на других островах главной группы, за исключением Кауаи и Ниихау.